# Francesco Contrafatto

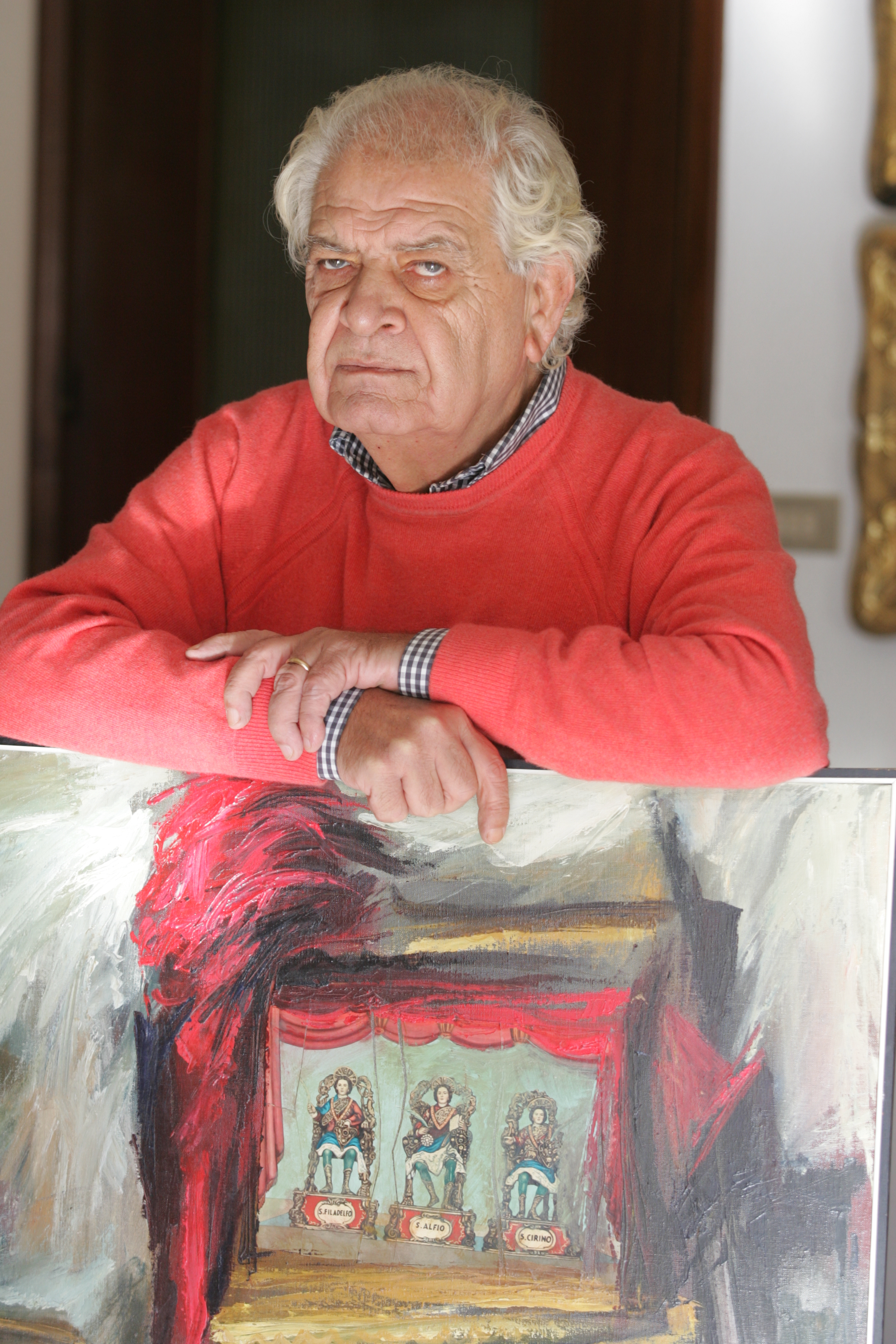
Francesco Contrafatto

Francesco Contrafatto (Catania, 13 marzo 1928 – Catania, 15 giugno 2015) è stato un pittore, scultore e scenografo italiano.

## Biografia
Già all'età di tredici anni partecipò ad una mostra collettiva nella sua città natale. Dopo regolari studi artistici dedicò la sua lunga carriera alla scenografia, pittura e scultura.
Pittore di paesaggi e di pittura di genere, non si dedicò spesso alla rappresentazione della figura umana.
Tenne numerose mostre all'estero: Argentina, Brasile e Uruguay (1969), Mosca e Leningrado (1971) e Londra (1974), solo per citarne alcune. Sue opere sono presenti tra gli altri, nel Palazzo del Quirinale e nell'aula del consiglio comunale di Catania (affresco) e in collezioni pubbliche e private.
Come scultore realizzò diverse opere site sia in collezioni pubbliche che nelle piazze di numerose città. Un suo grande bassorilievo in bronzo si trova presso la sede della Banca Agricola Etnea a Catania.
Fu anche e soprattutto scenografo e lavorò alle scenografie dei teatri Stabile di Catania, del quale fu socio fondatore e Massimo Bellini, per oltre un quarantennio, e ancora al Colon di Buenos Aires.
Nel corso della sua lunga carriera vinse numerosi premi, sia in Italia che all'estero.
Gli sono stati conferiti decine di premi: l’«Acitrezza» (1951) che aprì la serie, il «Polifemo d’Argento» (1970), 1’«Aci-Galatea» (1971), il «pistacchio d’oro» (1974), il «24 casali» e la «giara d’argento» (1980), “Marranzano d’oro” per la scenografia de “”, “Premio per la vita” (1990).
Negli ultimi anni i suoi interessi nel campo dell’arte si sono allargati: oltre a opere di pittura e grafica, realizza ceramiche, vetrate policrome e sculture in bronzo. Nel 2004 per incarico dell’Università degli Studi di Catania ha realizzato due grandi sculture, e nel 2005 il Comune di Catania lo ha incaricato di creare e realizzare il “Monumento all’Arma dei Carabinieri”. Nel 2006 ha creato “L’albero del Sapere”, una grande scultura in bronzo presso il Collegio Universitario D’Aragona. Nello stesso anno è stato insignito di titolo di “Commendatore”.
Particolarmente significative, per effetto della sua maturità artistica, sono capacità tecnica e rapidità nell’esecuzione: in poche decine di minuti, talvolta, riesce ad iniziare e ultimare una tela o una superficie, che a prima vista può dare l’impressione d’essere frutto di un “lungo lavoro”.
Dal lasciato volontariamente la cattedra di professore di ruolo per le discipline artistiche.
Rimase in attività fino a pochi giorni prima della sua morte avvenuta a Catania il 15 giugno 2015, all'età di 87 anni.
Poco prima di morire ebbe una diatriba con il comune di Catania al quale aveva deciso di donare il calco in bronzo della sua mano destra a patto che venisse esposto all'ingresso dell'aula consiliare. Al diniego, da parte del comune di questa sua volontà, revocò la donazione.

## Stile
Secondo Fortunato Pasqualino :"La ricerca del colore giusto come del “giusto nome” che il primo uomo venne chiamato a dare agli esseri viventi nella Bibbia è compiuta da Contrafatto in una terra quale che, a dispetto delle apparenze vistosamente cromatiche e arrendevoli, respinge il colore e il nome, per un corrivo suo silenzio da tragedia muta. I colori, gli smalti, i monumenti e le belle parole, venivano e se ne andavano con le bandiere degli invasori, come le rifioriture di primavera. Contrafatto non si è arreso al non-colore della Sicilia. Ha interrogato il proprio inferno, tra le colate laviche dell’Etna ed esecuzioni di polli. Alla fine è riuscito a sorprendere il giusto colore-nome, quasi nuovo inizio di creazione, dove il “colore giusto” ha finalmente assolutezza di realtà e di luce: vittoria d’arte forse unica nel suo genere".